# Лиелвардский пояс

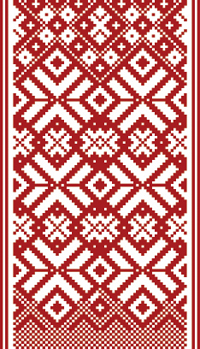
Элемент орнамента лиелвардского пояса

Лиелвардский пояс (латыш. Lielvārdes josta) или Пояс лиелвардского типа (латыш. Lielvārdes tipa josta) — элемент национального латышского костюма, представляющий собой пояс, сотканный из красной шерстяной и белой льняной нити.
Традиционно около 5-10 см в ширину и до 270 см в длину, лиелвардский пояс украшен сложным геометрическим орнаментом (до 22 разнообразных комбинаций). Лиелвардский пояс считается одним из символов латышской культуры наряду с такими символами, как Аусеклис, и включён в Культурный канон Латвии.

## Происхождение и распространение
В качестве орнаментального образца лиелвардский пояс зародился приблизительно в середине XIX века. Исторически пояса такого типа были распространены в Лиелвардском, Огрском, Кегумском краях и других регионах, омываемых Даугавой.
Похожие орнаменты и узоры (на поясах, полотенцах, рукавах рубашек, перчатках) встречаются у северных народов России, например, у коми.
Латвийский кинорежиссёр Ансис Эпнерс в 1980 году снял фильм «Лиелвардский пояс», в котором он утверждал, что в узорном орнаменте закодированы принципы построения Вселенной.

## Внешние сайты
- Latvijas Kultūras kanonam izvirzītās kultūras vērtības
- Audenes
- Latvju raksti. Tautas māksla uzvalkos, audumos, būvēs, podniecībā utt. pēc materiāliem valsts un privātos krājumos. — Valstspapīru spiestuves izdevums, Rīgā, 1929.-1934.